# 服部隆之
服部 隆之（、1965年〈昭和40年〉11月21日 - ）は、日本の作曲家、編曲家。東京都世田谷区出身。
名前の「隆」という字は、「生」の上に横棒が入る旧字体である。

## 人物・来歴
成蹊小学校（3年次に編入）、成蹊中学校を経たのち、成蹊高等学校を2年次に中退し、1983年にフランスへ渡る。1985年、パリ国立高等音楽院に入学。同院修了後の1988年に帰国し、音楽家としての活動を開始する。
主にアレンジャーとして活動する傍ら、1990年のドラマ『代表取締役刑事』以降は劇伴作曲家としても頭角を表し、1996年に『藏』で、1998年には『ラヂオの時間』および『誘拐』で日本アカデミー賞優秀音楽賞を受賞した。1990年代にはフジテレビ、2010年代にはTBSのテレビドラマを多く手掛けた。
2010年には上海万博「日本館」の音楽監督を、2011年4月からはNHK教育の子供向け番組『フックブックロー』の音楽を担当する。
2023年には、祖父の服部良一と関わりが深い歌手の笠置シヅ子を主人公のモデルとしたNHKの連続テレビ小説『ブギウギ』の音楽を担当する。

### 家族
- 祖父：服部良一[9] - 作曲家、編曲家
- 父：服部克久[9] - 作曲家、編曲家
- 妻：服部エリ[注釈 2] - 元プロヴァイオリニスト
- 娘：服部百音 - ヴァイオリニスト
- 大叔母：服部富子 - 宝塚歌劇団娘役出身の歌手
- 叔父：服部良次 - 俳優
- 従弟：服部有吉 - バレエダンサー

## 作風
作曲の傾向として、金管楽器やヴァイオリンなどの擦弦楽器を用いての音楽を得意としており、収録もオーケストラ編成を用いての収録を主に行っている。
映像音楽を好んでおり、音楽と映像は連鎖反応があるいい関係だと述べている。アメリカのスペクタクル作品を愛好しており、ジョン・ウィリアムズ、ジェームズ・ホーナー、アラン・シルヴェストリなどを参考にしている。

## 作品

### ドラマ
NHK総合
- 連続テレビ小説
  - 1999年 - すずらん[1]
  - 2023年 - ブギウギ
- 2002年 - 精霊流し〜あなたを忘れない〜
- 大河ドラマ
  - 2004年 - 新選組![1]
  - 2016年 - 真田丸
- 2008年 - 鞍馬天狗
- 2011年 - フェイク 京都美術事件絵巻
- 2014年 - 芙蓉の人〜富士山頂の妻

日本テレビ
- 1994年 - 夜に抱かれて
- 2011年 - 高校生レストラン
- 2015年 - デスノート

テレビ朝日
- 1990年 - 代表取締役刑事[注釈 3]
- 2014年 - 宮本武蔵

TBS
- 1996年 - 義務と演技
- 1997年 - 新幹線'97恋物語
- 1998年 - めぐり逢い[注釈 4]
- 2001年 - しあわせのシッポ
- 日曜劇場
  - 2007年 - 華麗なる一族[1]
  - 2013年 - 半沢直樹[1]
    - 2020年 - 半沢直樹II・エピソードゼロ〜狙われた半沢直樹のパスワード〜
    - 2020年 - 半沢直樹

  - 2014年 - ルーズヴェルト・ゲーム[1]
  - 2015年 - 下町ロケット[1][注釈 5]
    - 2018年 - 下町ロケット（2018年版）

  - 2017年 - 陸王
  - 2019年 - ノーサイド・ゲーム

テレビ東京
- 2007年 - 李香蘭
- 2018年 - 琥珀の夢

フジテレビ
- 1994年 - お金がない!
- 1995年 - 最高の片思い
- 1995年 - 王様のレストラン[1]
- 1995年 - 正義は勝つ
- 1996年 - 将太の寿司
- 1996年 - こんな私に誰がした
- 1997年 - 総理と呼ばないで[1]
- 1997年 - それが答えだ!
- 1998年 - お仕事です!
- 1998年 - 世界で一番パパが好き[1]
- 1999年 - パーフェクトラブ!
- 1999年 - TEAM
- 2000年 - 合い言葉は勇気
- 2001年 - HERO[1]
  - 2014年 - HERO（第2期）
- 2001年 - スタアの恋
- 2001年 - 忠臣蔵1/47
- 2002年 - 天才柳沢教授の生活
- 2006年 - のだめカンタービレ[1]
- 2007年 - 暴れん坊ママ
- 2008年 - 太陽と海の教室
- 2009年 - 婚カツ!
- 2010年 - わが家の歴史
- 2019年 - ラジエーションハウス～放射線科の診断レポート～
- 2021年 - イチケイのカラス

関西テレビ
- 1999年 - 傷だらけの女
- 2005年 - みんな昔は子供だった

### そのほかのテレビ番組
- 1989年10月 - 夜のヒットスタジオSUPER（フジテレビ、- 1990年10月）- 音楽監督・編曲・指揮
- 1989年10月 - 音楽派トゥギャザー (TBS)
- 1992年、NHK教育『さだまさし 音楽工房』（共演：さだまさし・佐田玲子兄妹）
- 1997年4月 - 新日曜美術館（NHK教育）
- 2001年11月 - SmaSTATION!!（テレビ朝日）
- 2002年10月 - おはよう!グッデイ（TBS、- 2003年3月）
- 2003年4月 - ぴったんこカン・カン （TBS）
- 2003年10月 - おまたせ!!ラグ定食（フジテレビ、- 2004年3月） - オープニングテーマ「明日の笑顔」作曲[注釈 6]
- 2004年10月 - JNNニュースの森（TBS、- 2005年3月）「Truth」
- 2008年4月 - THE世界遺産（TBS）「Les enfants de la Terre〜地球のこどもたち〜」
- 2008年7月28日、毎日放送『ちちんぷいぷい夏休み オーサカキングは愛と青春と音楽とけん玉でキラキラSP』（左記特別番組内の企画「オケぷい♪」の総監督として）
- 2008年12月 - 日本レコード大賞（TBSテレビ・ラジオ）- 音楽監督・編曲・指揮・テーマ曲「THE JAPAN RECORD AWARDS “OVERTURE”」作曲
- 2011年4月 - フックブックロー（NHK教育）
- 2015年2月 - S☆1（TBS、2017年）他、TBSテレビにて放送されるスポーツ番組の共通テーマ曲（世界陸上の決勝の選手を紹介する際のBGMなどでも使用）「勇者の鼓動」
- 2024年1月 - THE TIME,（TBS、- 2025年3月）テーマ曲「THE TIMEテーマ」

### 配信ドラマ
- 2020年 - とどけ!愛のうた (Paravi) - 作曲・編曲・音楽監督

### 舞台
- 1995年 - 絆[1]
- 1996年 - 音楽劇『狸御殿』[1]
- 1998年 - big 〜夢はかなう〜[1]
- 2000年 - ミュージカル『オケピ!』[1]
  - 2003年 - ミュージカル『オケピ!』
- 2002年 - オペレッタ モモタロウ[1]
- 2016年 - ミュージカル『狸御殿』

### 映画音楽
- 1994年 - ヒーローインタビュー[1][注釈 7]
- ゴジラシリーズ
  - 1994年 - ゴジラvsスペースゴジラ[1][4][注釈 8]
  - 1999年 - ゴジラ2000 ミレニアム[1][4]
- 1995年 - 藏[1]
- 1997年 - 誘拐[1]
- 1997年 - ラヂオの時間[1]
- 1999年 - GTO[1]
- 2001年 - みんなのいえ[1]
- 2004年 - NIN×NIN 忍者ハットリくん THE MOVIE[1]
- 2005年 - 電車男[1]
- 2006年 - ラフ ROUGH[1]
- 2006年 - 椿山課長の七日間
- 2006年 - 7月24日通りのクリスマス[1]
- HERO
  - 2007年 - HERO
  - 2015年 - HERO[1]
- 2008年 - デトロイト・メタル・シティ
- 2010年 - きな子〜見習い警察犬の物語〜
- 2011年 - もし高校野球の女子マネージャーがドラッカーの『マネジメント』を読んだら
- 2012年 - 宇宙兄弟[1]
- 2012年 - 日本列島 いきものたちの物語[注釈 9]
- 2014年 - 幕末高校生[1]
- 2019年 - 七つの会議
- 2021年 - バケモン
- 2022年 - 劇場版ラジエーションハウス
- 2022年 - TANG タング

### 吹奏楽作品
- 2005年 - 碧空（航空自衛隊創立50周年記念 防衛省依嘱作品）
- シエナ・ウインド・オーケストラ創立20周年記念作品
  - 2011年 - プラチナ・ファンファーレ
  - 2011年 - グリーン・スプラッシュ・マーチ

### アニメ音楽
- スレイヤーズ劇場版・OVAシリーズ
- 1996年 - 機動戦艦ナデシコ[11]
  - 1998年 - ゲキ・ガンガー3 熱血大決戦!!
  - 1998年 - 機動戦艦ナデシコ -The prince of darkness-
- 1997年 - バトルアスリーテス大運動会
- 2001年 - シスター・プリンセス
- 2002年 - 陸上防衛隊まおちゃん
- 2003年 - SPACE PIRATE CAPTAIN HERLOCK OUTSIDE LEGEND 〜The Endless Odyssey〜
- 2007年 - シナモン the Movie
- 2007年 - ねずみ物語 〜ジョージとジェラルドの冒険〜
- 2009年 - ティアーズ・トゥ・ティアラ
- 2009年 - 大正野球娘。[12]
- 2012年 - CØDE:BREAKER
- ガンダムシリーズ
  - 2015年 - 機動戦士ガンダム THE ORIGIN
  - 2022年 - 機動戦士ガンダム ククルス・ドアンの島
- 2017年 - ID-0
- GODZILLA
  - 2017年 - GODZILLA 怪獣惑星
  - 2018年 - GODZILLA 決戦機動増殖都市
  - 2018年 - GODZILLA 星を喰う者
- ドラえもん映画作品
  - 2018年 - 映画ドラえもん のび太の宝島
  - 2019年 - 映画ドラえもん のび太の月面探査記
  - 2020年 - 映画ドラえもん のび太の新恐竜
  - 2022年 - 映画ドラえもん のび太の宇宙小戦争 2021
  - 2023年 - 映画ドラえもん のび太と空の理想郷
  - 2024年 - 映画ドラえもん のび太の地球交響楽
  - 2025年 - 映画ドラえもん のび太の絵世界物語

### ゲーム音楽
- 1989年 - 交響組曲ファイナルファンタジー（アレンジ）[注釈 10]
- 1991年 - 聖剣伝説 想いは調べにのせて（アレンジ）
- 1995年 - 三國志V
- I.Qシリーズ
  - 1997年 - I.Q Intelligent Qube
  - 1999年 - I.Q FINAL
- 2003年 - アークザラッド 精霊の黄昏[注釈 11]

### CM音楽
- 1989年 - ナショナルパナソニック[1]
- 2007年 - キリンビール「ニッポンプレミアム」（使用曲は「教授の生活」）
- 2012年 - 日清食品「カップヌードル」「REAL」シリーズ（「心の譜面」、ピアノ演奏：松井咲子）
- 2025年 - NTT社名変更

### ラジオ
- 2006年 - ON THE WAY COMEDY 道草 （TOKYO FM） - オープニングテーマ作曲

### その他
- 2007年 - JR貨物社歌「春夏秋冬」
- 2025年 - TAKANAWA GATEWAY CITYオリジナルテーマ曲「Glorious Gateway -The Theme of TAKANAWA GATEWAY CITY-」

### プロデュース
- トリビュート・アルバム
  - 2007年 - 『服部良一 〜生誕100周年記念トリビュート・アルバム〜』（服部克久と共同）
- 鈴木雅之
  - 2011年、2014年、2017年 - 『DISCOVER JAPAN』シリーズ
- 松井咲子
  - 2012年 - 『呼吸するピアノ』

### 編曲
主なアーティスト
- さだまさし
  - 1989年 - 「夢の吹く頃」 - アレンジャーとしてのデビュー作品
  - 1993年 - 「逢ひみての」ほか
  - 2012年 - 「空になる」
- 鈴木雅之
  - 2017年 - 「いつか街で会ったなら」
- ダークダックス
  - 1991年 - ｢同じ窓から｣、｢ダンディ・ダンディ｣、｢夢｣、｢旅路｣
  - 2002年 - ｢吟遊詩人｣
- 小沢健二
  - 1994年 - 『LIFE』
  - 1995年 - 『強い気持ち・強い愛/それはちょっと』、「戦場のボーイズ・ライフ」
  - 1996年 - 『球体の奏でる音楽』、「夢が夢なら」
  - 2017年 - 「流動体について」、「フクロウの声が聞こえる」
  - 2019年 - 『So kakkoii 宇宙』
- 福山雅治
  - 1995年 - 「IT'S ONLY LOVE (Strings Version)」
  - 2000年 - 『fukuyama presents "MAGNUM CLASSICS"』
  - 2004年 - 「泣いたりしないで」、「虹〜Poolside Lovers〜」、「虹〜Lonesome Waterboy〜」
  - 2006年 - 「FREEDOM」
  - 2007年 - 「東京にもあったんだ」
- 椎名林檎
  - 2001年 - 「シドと白昼夢」 - シングル「真夜中は純潔」のカップリング曲（オリジナルはアルバム『無罪モラトリアム』に収録）
  - 2003年 - 「りんごのうた」
  - 2009年 - 「密偵物語」、「色恋沙汰」
- JAM Project
  - 2011年 - 『JAM Project Symphonic Album Victoria Cross』
  - 2013年 - 「Long way to go」
- 山崎まさよし
  - 1998年 - 「水のない水槽」- ストリングス・アレンジ
  - 2006年 - 『WITH STRINGS』
  - 2007年 - 「さらば恋人」- 堺正章のカバー
  - 2011年 - 『Concert at Suntory Hall』
  - 2012年 - 「太陽の約束」- ストリングス・アレンジ
  - 2014年 - 『HARVEST 〜LIVE SEED FOLKS Special in 葛飾 2014〜』
  - 2015年 - 『String Quartet “HARVEST” in 東京』
- 岡田有希子　2002年　-　『Believe In You(2003 Strings Version)』

その他
- 1990年 - 「花 (ブーケ) 束」（八代亜紀）
- 1991年 - 『A SAINT IN THE NIGHT』（沢田研二）- スタンダードナンバーのカバー集の編曲
- 1992年 - 「壁の向こうのFreedom -24th March,1989-」(THE ALFEE)
- 1992年 - 「北風 〜君にとどきますように〜」（槇原敬之） - ストリングス&ホーンアレンジ
- 1993年 - 『The Show Must Go On』(PERSONZ) - 収録曲「Overture」を編曲
- 1994年 - 「よろしく哀愁」（シンシア）
- 1995年 - 「LET'S GO! いいことあるさ」(SUPER P-kies) - ヴィレッジ・ピープルのカバー
- 1995年 - 『BEAUTIFUL GIRLS』（小泉今日子）
- 1997年 - 「MajiでKoiする5秒前」（広末涼子） - ストリングス・アレンジ
- 2002年 - 「果てなく続くストーリー」(MISIA)
- 2003年 -  「colors」（宇多田ヒカル） - オーケストラ・アレンジ
- 2010年 - 「DOWN TOWN」（坂本真綾）- シュガー・ベイブのカバー
- 2011年 - 「女の子は誰でも」（東京事変）
- 2012年 - 「真夏の脱獄者」(SMAP)
- 2021年 - 「蕾 -Orchestra ver.-」(GReeeeN)
- 2023年 - 「大阪ブギウギ」(矢井田瞳) - 笠置シヅ子のカバー[注釈 12]

### 楽曲提供
- さだまさし
  - 「東京物語」 - 作詞：さだまさし
- 平原綾香
  - 「Smile」 - 作詞：平原綾香
- MAY
  - 「KIZUNA」 - 作詞：Karin
- 『おかあさんといっしょ』
  - 「ジャバ・ジャバ・ビバ・ドゥー」 - 作詞：並河祥太
- 秋川雅史
  - ねがい - 作詞：松井五郎
- 森みゆき
  - 「思い出・おにぎり」 - 作詞：齋藤壽正、補作詞：原真弓
- 『大正野球娘。』
  - 浪漫ちっくストライク。 - 作詞：rino、編曲：大久保薫
- JAM Project
  - 「Groundbreakers」 - 作詞：影山ヒロノブ
- 『にほんごであそぼ』
  - 「恋そめし」 - 作詞：寒太郎
  - 「あさき夢みし」 - 作詞：寒太郎
  - 「VIVA！をとめたち。」 - 作詞：亜伊林
  - 「シェイクスピアのうた ～マクベス編～」 - 作詞：亜伊林
  - 「TOBALI」 - 作詞：亜伊林
  - 「あいだのじいさんのうた」 - 作詞：ヨシタケシンスケ
- 中納良恵・さかいゆう・趣里（『ブギウギ』主題歌）
  - 「ハッピー☆ブギ」[注釈 13]

## 受賞歴
- 1989年
  - 広告音楽競技大会最優秀編曲賞[1]
- 2000年
  - 第26回ザテレビジョンドラマアカデミー賞 劇中音楽賞（『合い言葉は勇気』）[13]
- 2001年
  - 第28回ザテレビジョンドラマアカデミー賞 劇中音楽賞（『HERO』）[13]

## 出演

### テレビドラマ
- がんばれ!TEAM NACS episodo3（2021年7月4日、WOWOW） - 本人 役[14]
- 連続テレビ小説「ブギウギ」 最終回（2024年3月29日、NHK総合） - オーケストラの指揮者 役[15]